# Storia della Sicilia islamica
Il dominio islamico sulla Sicilia (Ṣiqilliyya) iniziò con lo sbarco a Capo Granitola presso Campobello di Mazara nell'827, fino alla completa conquista dell'isola con l'occupazione di Taormina nel 902.
La conquista normanna della Sicilia iniziò nel 1061, con lo sbarco a Messina, e Palermo, centro principale del potere musulmano in Sicilia, cadde nel 1072. Noto, ultimo centro ancora in mano ai musulmani, cadde nel 1091. Precedentemente, intorno al 700, era stata occupata l'isola di Pantelleria da ʿAbd al-Malik b. Qaḥṭān.

## La Sicilia prima degli Arabi
La Sicilia conquistata dai musulmani era una terra di antica civilizzazione. Entrata nella storia e nelle fonti scritte con la colonizzazione greca in Occidente nell'VIII secolo a.C., dopo aver vissuto l'epoca delle tirannie e l'affermarsi di Siracusa come maggiore centro dell'isola, la Sicilia fu trasformata dalla Repubblica romana in provincia. Durante la dominazione romana in Sicilia, fino al tempo di Cicerone, rimase vigorosa l'impronta greca dell'isola e la lingua latina iniziò ad affermarsi solo nel I secolo a.C.
Con Augusto (imperatore dal 27 a.C.), la Sicilia fu affidata ad un proconsole, sempre dell'ordine senatorio, ma rimase una provincia publica: non si ritenne infatti di posizionarvi truppe, come si faceva per le province imperiali. La Sicilia consolidò in quel periodo il suo ruolo di "granaio di Roma" e si affermarono i latifundia, le grandi proprietà terriere, per lo più proprietà di senatori.
Sono documentate le tre principali strade costiere, la via Valeria (da Lilybaeum a Messana, sulla costa tirrenica), la via Pompeia (da Messana a Siracusa, sulla costa ionica), la via Selinuntina (da Siracusa a Lilybaeum, sulla costa mediterranea). Insieme ad altre vie trasversali (tra Panormus e Agrigentum; tra Catina e Panormus), queste strade costituivano un sistema viario che privilegiava il collegamento tra i porti. Nella tradizione storiografica, ma in realtà con poche prove, si dice che tale sistema si trovava, all'arrivo dei musulmani, in uno stato di relativo abbandono.
Intorno al III secolo, quindi relativamente tardi, sull'isola si diffuse il cristianesimo, a lungo solo sulle coste e probabilmente a partire da Siracusa. Con Costantino il Grande, i cristiani ottennero libertà di culto: in Sicilia il papa divenne il maggiore proprietario immobiliare. Tra il V e il VI secolo, il cristianesimo si diffuse nell'entroterra.
Dopo le dominazioni barbariche di Vandali, Eruli e Ostrogoti, per i quali la Sicilia continuò a rappresentare una riserva granaria, l'imperatore bizantino Giustiniano, nel 535, conquistò l'isola con le truppe di Belisario, nel contesto di un'iniziativa militare tesa a riprendere l'Impero romano d'Occidente all'Impero bizantino. Seguì un riordino politico-amministrativo: Giustiniano rese la Sicilia una sorta di possedimento diretto dell'imperatore, gestito da un pretore che dipendeva direttamente da Costantinopoli. Sotto i Bizantini, il peso strategico della Sicilia crebbe enormemente.
Nel 569 i Longobardi si affacciarono alla Pianura padana e ruppero l'unità politica della penisola italiana: i Bizantini tenevano per lo più le coste e i Longobardi l'entroterra. L'interesse bizantino dovette spostarsi all'Italia meridionale. La Restauratio imperii di Giustiniano prese a sgretolarsi anche nel Nord Africa e in Spagna, attaccate rispettivamente dai Mauri (569) e dai Visigoti (570). L'Impero bizantino era sotto attacco anche in Oriente, minacciato da Sasanidi e Avari. Fu poi intorno al 630 che, per la prima volta, i Bizantini affrontarono dei nuovi invasori, i musulmani.
A metà del VII secolo, i musulmani erano già in Africa. Nello stesso periodo, l'imperatore bizantino Costante II adottava una politica interventista in Occidente, fino a decidere di guidare personalmente una campagna militare in Italia (663), probabilmente in chiave anti-musulmana, a giudicare dal fatto che si insediò a Siracusa. Se mai avesse deciso di far partire da lì una spedizione in Africa, tale intento non poté realizzarsi, poiché Costante fu assassinato nel 668, quando si trovava ancora a Siracusa.

## Alla vigilia della conquista
A partire dal VII secolo l'isola subì molte incursioni musulmane, dopo che gli Arabi si erano attestati sulla sponda africana del mar Mediterraneo dove prima esistevano piccoli regni berberi, sconfitti dal condottiero ʿUqba b. Nāfiʿ intorno al 685; questi in seguito continuò nella sua conquista fino alle sponde atlantiche del sud del Marocco. Conquistata parte della Spagna, le isole di Malta e Pantelleria, la Sicilia era ritenuta strategica per il controllo del Mediterraneo a discapito dei rivali Bizantini.

### Primi attacchi musulmani alla Sicilia (652-826)
L'opera di conquista musulmana della Sicilia e di parti dell'Italia meridionale durò 75 anni. I primi attacchi navali musulmani diretti in Sicilia, regione dell'Impero romano d'Oriente, si verificarono nel 652: queste incursioni furono organizzate all'epoca in cui il futuro califfo omayyade Muʿāwiya b. Abī Sufyān era wālī (governatore) della Siria, da poco conquistata all'Impero bizantino, e furono condotte da Muʿāwiya b. Ḥudayj della tribù dei Kinda. Le razzie durarono alcuni anni; l'esarca di Ravenna Olimpio organizzò una spedizione per frenare le razzie, ma non riuscì a impedire che gli Arabi portassero via con sé un ricco bottino.
Una seconda spedizione si verificò nel 669. La spedizione era composta da 200 navi da Alessandria d'Egitto. Venne saccheggiata per un mese Siracusa, capitale dell'isola, e il territorio circostante. Completata nel VII secolo la conquista da parte degli Omayyadi dell'Ifrīqiya, gli attacchi alla Sicilia a scopo di saccheggio si fecero costanti: ne avvennero nel 703, 728, 729, 730, 731; nel 733 e 734 la reazione militare bizantina fu notevole.
La prima vera spedizione per la conquista dell'isola fu lanciata nel 740: il principe musulmano Ḥabīb, che aveva partecipato all'occupazione del 728 di Siracusa, iniziò l'impresa ma fu costretto a rinunciarvi per la necessità di sedare una rivolta berbera in Tunisia. Un nuovo attacco fu portato a Siracusa nel 752.
Nell'805, il patrizio imperiale di Sicilia Costantino firmò una tregua di dieci anni con Ibrāhīm b. al-Aghlab, emiro d'Ifrīqiya (nome che gli invasori arabi dettero alla romana Provincia Africa), ma questo non fu un impedimento per i corsari provenienti dall'Africa e della Spagna musulmana ad attaccare ripetutamente tra l'806 e l'821 la Sardegna e la Corsica. Nell'812 il figlio di Ibrāhīm, ʿAbd Allāh I b. Ibrāhīm, ordinò un'invasione vigorosa della Sicilia, ma le sue navi furono prima ostacolate dall'intervento di Gaeta e Amalfi, e poi distrutte in gran parte da una tempesta. Tuttavia, essi riuscirono a conquistare l'isola di Lampedusa e, nel mar Tirreno, a depredare e devastare Ponza e Ischia. Un ulteriore accordo tra il nuovo patrizio Gregorio e l'Emiro stabilì la libertà di commercio tra l'Italia meridionale e l'Ifrīqiya. Dopo un ulteriore attacco di Muḥammad b. ʿAbd Allāh, cugino dell'emiro Ziyādat Allāh nell'819, sulle fonti non sono citati attacchi musulmani verso la Sicilia fino all'827.

### I prodromi dell'invasione
La disgregazione dell'Impero bizantino e la sua debolezza si facevano pesantemente sentire in Sicilia, alimentando un certo malcontento.
Tra l'803 e l'820 l'efficienza bizantina nel quadrante centrale del Mediterraneo cominciò a decrescere vistosamente, in concomitanza con il governo dell'Imperatrice Irene che contribuiva ad accrescere lo stato di debolezza dell'Impero.
Il turmarca della flotta bizantina Eufemio di Messina, che si era impadronito del potere in Sicilia con l'aiuto di vari nobili, chiese l'aiuto dei regnanti maghrebini nell'825 per tutelare il suo dominio sull'isola. I Bizantini reagirono duramente sotto la guida di Fotino ed Eufemio, battuto a Siracusa, scappò in Ifrīqiya (all'incirca l'attuale Tunisia). Lì trovò rifugio presso l'emiro aghlabide di Qayrawān, Ziyādat Allāh I, cui chiese aiuti per realizzare uno sbarco in Sicilia e cacciare gli odiati bizantini.
Gli Aghlabidi erano allora squassati da un acuto contrasto che contrapponeva la componente indigena, islamizzata in seguito alle prime conquiste islamiche del VII secolo e condotta da Manṣūr al-Tunbūdhī, all'esercito arabo che era giunto in Ifrīqiya all'epoca dell'istituzione dell'Emirato, per volere del califfo Hārūn al-Rashīd col primo emiro Ibrāhīm b. al-Aghlab.
I musulmani, che forse avevano già progettato un'invasione della Sicilia, prepararono una flotta di 70 navi, chiamando al jihād marittimo il maggior numero di volontari, ufficialmente per assolvere a un obbligo morale ma di fatto per allontanare dall'Ifrīqiya il maggior numero possibile di sudditi facinorosi che non avevano mancato di creare gravi tensioni, tanto nelle file della componente araba quanto all'interno dei ranghi berberi, con grave nocumento per la popolazione civile.

## La conquista aghlabide della Sicilia (827-902)
L'invasione ebbe inizio il 17 giugno dell'827 e lo stuolo composto da arabi, berberi e persiani fu affidato al qādī di Qayrawān, Asad b. al-Furāt, grande giurisperito malikita autore della notissima Asadiyya, di origine persiana del Khorāsān.
Secondo la successiva cronaca araba di Shihāb al-Dīn Aḥmad ibn 'Abd al-Wahhāb al-Nuwayrī, adattata al fine di mostrare un originale intento conquistatore: 
(Michele Amari, Storia dei Musulmani di Sicilia, 2 voll., Firenze, Le Monnier, 1854-1872 (rist. 2002), I, p. 279 e nota 447)
Lo sbarco avvenne il giorno seguente nei pressi di Capo Granitola, occupando la vicina Mazara del Vallo (che diverrà emirato), e quindi Lilibeum (poi Marsala, in arabo Marsa ʿAlī, "il porto di ʿAlī" o Marsa Allāh, ossia il "porto di Dio") ed entrambi i centri furono fortificati e usati come testa di ponte e base di attracco per le navi.
La spedizione che voleva con ogni probabilità (al di là del leggendario racconto cristiano) effettuare una razzia in profondità dell'isola, non s'illuse di poter superare le formidabili difese di Siracusa, la capitale bizantina dell'isola, ma la sostanziale debolezza bizantina, da poco uscita da un duro conflitto contro l'usurpatore Tommaso lo Slavo, fece prospettare ad Asad la concreta possibilità che l'iniziale intento strategico potesse essere facilmente mutato in una spedizione di vera e propria conquista.
Superato in uno scontro dall'indeterminata ampiezza un non meglio identificato Balatas (Curopalate?), messo in fuga presso Corleone, e superata quindi alla meglio nell'828 un'epidemia, probabilmente di colera, che portò alla morte per dissenteria lo stesso Asad (sostituito da Muḥammad b. Abī l-Jawārī per volere degli stessi soldati), i musulmani ottennero rinforzi nell'830, in parte dall'Ifrīqiya (allora impegnata a respingere l'attacco del duca di Lucca, Bonifacio II) e in maggior parte da al-Andalus, mentre in Sicilia giunse un gruppo di mercenari al comando del berbero Asbagh b. Wakīl, detto Farghalūs.

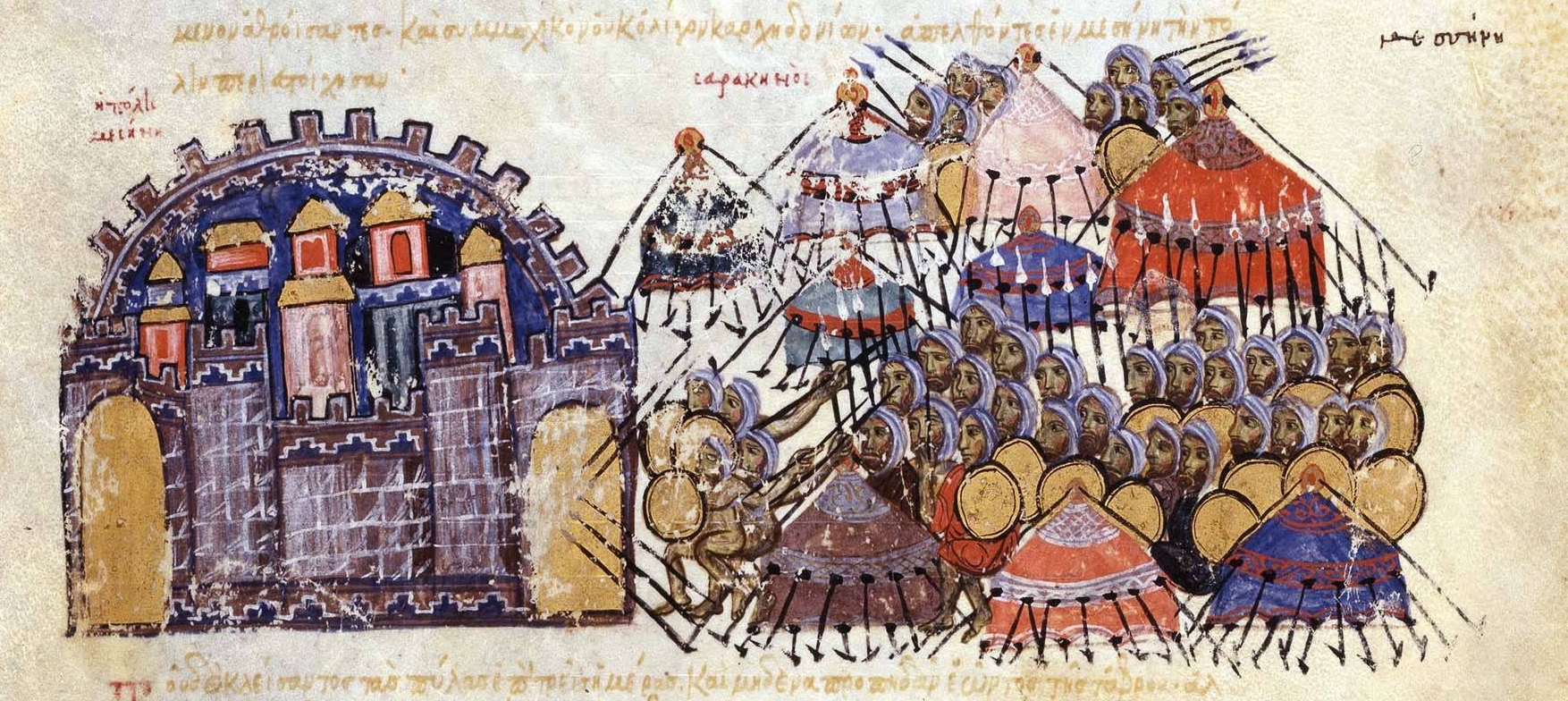
L'assedio di Messina

Fu così possibile ai musulmani - che già avevano preso Agrigentum (divenuta in seguito Girgenti, rimasta sempre a stragrande maggioranza berbera) - espugnare nell'agosto-settembre dell'831 Palermo, eletta capitale della Sicilia islamica (Ṣiqilliyya), quindi Messina, Mūdhiqa (in arabo موذقة‎?) e Ragusa (il cui nome pre-islamico tuttavia è ancora discusso), mentre Enna (in seguito indicata come "Castrogiovanni") fu presa solo nell'859. Resisteva Siracusa, sede dello strategos da cui dipendevano tanto il drungariato di Malta quanto le arcontie (ducati) di Calabria, di Otranto e, almeno teoricamente, di Napoli.

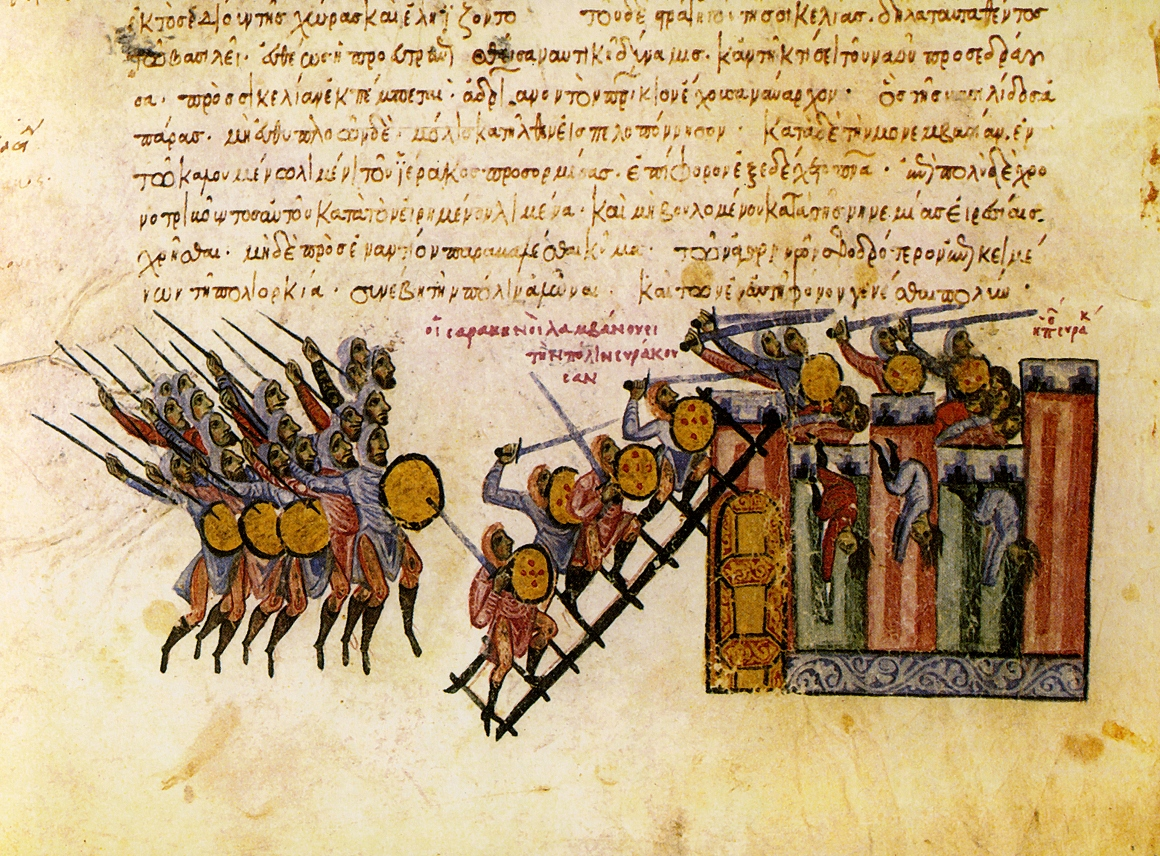
Dettaglio di un manoscritto (Skyllitzes Matritensis, fol. 100v) che ricorda la conquista di Siracusa (878)

Fu necessario più d'un decennio per piegare la resistenza degli abitanti del solo Val di Mazara e ancor più per impadronirsi tra l'841 e l'859 del Val di Noto e del Val Demone. Cefalù cadde nell'837, Corleone nell'839, Caltabellotta nell'840, Messina nell'842, Modica nell'845, nell'848 Ragusa, nell'853 Butera, Enna (Castrogiovanni) nell'859, nell'865 Scicli e l'anno dopo definitivamente Noto. In questo contesto la battaglia di Butera conclusasi intorno all'845 con il massacro di almeno 9 000 soldati bizantini fu decisiva per il controllo dell'isola.
Siracusa, superato il blocco impostale tra l'872 e l'873 da Khafāja b. Sufyān b. Sawdān (o Sawādan), cadde il 28 maggio 878, a oltre mezzo secolo dal primo sbarco, al termine d'un implacabile assedio condotto dal generale Ja'far ibn Muhammad che si concluse col massacro di 5 000 abitanti e con la schiavitù dei sopravvissuti, riscattati solo molti anni più tardi. Restavano le fortezze di Taormina e Catania.
L'ultima roccaforte importante della resistenza bizantina a cedere fu Tauromenium (Taormina) il 1º agosto del 902 sotto gli attacchi del decimo emiro aghlabide, Abū l-ʿAbbās ʿAbd Allāh Ibrāhīm b. Aḥmad (902-903).
L'ultima fortezza a resistere ai musulmani fu Rometta che capitolò solo nel 965, quando l'Emirato aghlabide era già caduto da oltre mezzo secolo sotto i colpi degli ismailiti Fatimidi.
Nel 902, il padre di Abū l-ʿAbbās ʿAbd Allah, Ibrāhīm II (875-902), dismessi i panni di Emiro per il veto opposto alla sua nomina dal califfo abbaside di Baghdad, al-Muʿtaḍid, indossò quelli del mujāhid (combattente del jihād) e tentò di risalire l'Italia, con l'idea di giungere poi, non senza grande ottimismo, fino a Costantinopoli, non è chiaro se via terra (assolutamente sconosciuta ai geografi musulmani) o se via mare. Passò pertanto lo stretto e percorse in direzione nord la Calabria. Non trovò particolare resistenza ma la sua marcia si arrestò nei dintorni di Cosenza, che forse fu la prima cittadina a opporsi con un certo impegno all'invasione. Tuttavia l'arresto avvenne probabilmente più per il disordine con cui le operazioni militari furono svolte e per la carenza di conduzione militare, che impedirono di cogliere concreti risultati. Inoltre Ibrāhīm, colto da dissenteria, spirò in breve tempo e le sue truppe, al limite dello sbando, si ritirarono. Così si concluse la velleitaria conquista della "Terra grande" (al-arḍ al-kabīra).

## Sicilia islamica (902-1091)
Il periodo di dominazione islamica della Sicilia, dall'827 al 1072, anno dell'occupazione normanna della capitale Palermo, può essere suddiviso in tre parti:
- la prima quando (827-910) la Sicilia aveva un governatore nominato dall'emiro aghlabide di Qayrawan. Alcune città erano ancora bizantine (Siracusa cadde nell'878, Taormina nel 902;
- la seconda (910-948) durante la quale i governanti erano fatimidi;
- la terza, (948-1072) l'epoca dei Kalbiti: una dinastia sciita-ismailita voluta dall'Imam fatimide, che finì col governare l'Isola, da vero e proprio emirato siciliano ma dipendente dai Fatimidi[13], fino al 1052, quando Ḥasan II al-Ṣāmṣām venne deposto dai palermitani che proclamarono una sorta di "Repubblica islamica", durata vent'anni, sotto il dominio di un ristretto e potente gruppo di aristocratici.

Dopo il 1050 vi furono degli Emirati indipendenti:
- Palermo, governo oligarchico poi ʿAlī ibn al Muʿizz Ibn Bâdîs, nel 1072 sotto i Normanni.[14]
- Mazara del Vallo e Trapani (emiro ʿAbd Allāh ibn Mankūt) fino al 1053 (?).[14]
- Messina fino al 1061, quando sbarcarono i normanni.
- Siracusa e Noto (emiro Ibn al-Thumna) fino al 1062.
- Enna (Ibn al-Ḥawwās)[15], poi Agrigento governata da Ayyūb ibn al Muʿizz ibn Bādīs, Poi entrambe le città da Ibn Ḥammūd fino al 1087 circa.[14]
- Catania sotto Ibn al-Maklātī fino al 1053, ma la data è incerta.[14]

### Suddivisione amministrativa
- Governatorato con sede a Palermo (dal 948 Emirato)
  - Iqlīm di Mazara, Siracusa, Enna

### L'Emirato di Sicilia

La suddivisione dell'Italia intorno all'anno Mille

È necessario dire che il governo dell’isola non fu esente da lotte intestine tra fazioni che si contendevano il potere.
La Sicilia fu gestita in semi-autonomia dai suoi emiri, anche se dipendente dagli Aghlabidi dapprima e dai Fatimidi poi.

#### La Sicilia provincia del califfato fatimida
Dal 910 l'isola fu governata dai Fatimidi che avevano messo fine all'emirato aghlabide in Ifrīqiya ai primi anni del X secolo. Nel 915 a seguito di un accordo di tregua tra il reggente fatimide Ibn Qurhub e l’imperatrice di Bisanzio Zoe che concedeva la somma di 22 000 monete d’oro, i berberi agrigentini si ribellarono considerando l’accordo un errore, dato che avrebbero voluto proseguire le scorrerie nell’Italia meridionale. La ribellione infiammò la Sicilia e Ibn Qurhub scelse di rinunciare alla carica di governatore per andare in esilio. Ma il 16 luglio 916 venne catturato e massacrato. La rivoluzione dei berberi fu di breve periodo perché dall’Africa giunse il capitano Abū Saʿīd Mūsā detto al-Daʿīf (il Debole). Palermo fu assediata per sei mesi e conquistata grazie a un accordo con cui si consegnavano i capi della rivolta con Abû detto il Peloso, figlio di Jaʿfar. A seguito della conquista la Sicilia fu retta da Salīm ibn Asad ibn Rashīd al-Kutāmī (917-937) consentendo un ventennio di pace e tranquillità politica.
I Fatimidi divisero la gestione dell’emiro in amministrazione civile affidata al wali (governatore) e ai militari provenienti dall'Africa gli aspetti bellici. Nel 937 Agrigento si ribellò contro il governatore locale che una volta sconfitto facilitò l’avanzata su Palermo che nuovamente assediata, questa volta cedette ai berberi dall'interno. Dall'Ifrīqiya il secondo emiro fatimide al-Qāʾim (934-946) inviò il comandante Abū l ʿAbbās Khalīl ibn Isḥāq che giunto a Palermo con un grosso esercito la riprese, ma lavorando alla costruzione di una cittadella fortificata della Kalsa. L’anno successivo i berberi ritentarono nuovamente sconfiggendo i Fatimidi. Ma il comandante Khalīl assediò nuovamente Palermo per otto mesi riprendendola. Nel 939 la ribellione scoppiò in tutto il Val di Mazara con la richiesta di aiuto persino all’imperatore bizantino che inviò delle forze insufficienti finché nel 940 i tumulti furono sedati.

#### L’emirato kalbita
L'isola venne suddivisa amministrativamente in tre valli (aqālīm, pl. di iqlīm): Val di Mazara, Val Demone e Val di Noto.
Quando nel 948 l’emirato fatimide si spostò in Egitto, la conduzione dell'isola fu affidata, con la più ampia autonomia, ai loro fedeli emissari kalbiti che crearono un emirato autonomo, fedele al governo del Cairo solo per ciò che riguardava l'aspetto religioso. Il dominio della dinastia kalbita durato oltre cento anni corrisponde anche all’epoca d’oro della Sicilia islamica, un periodo ricco di arte e cultura.
Il primo emiro kalbita fu al-Ḥasan ibn ʿAlī (948-953), mentre il capitano dell’esercito era il fatimide al-Manṣūr che dovette subito reprimere delle rivolte a Palermo. Poi si mosse verso la Calabria dove alcune città bizantine si erano rifiutate di pagare i tributi (gizya) ai musulmani. Nel 951 intervenne l’imperatore bizantino Costantino Porfirogenito a protezione delle sue città, ciò innescò una serie di scontri per cui l’emiro accettò un armistizio in cambio di cospicui balzelli. Ma l’avanzata musulmana non si fermò conquistarono Reggio Calabria provocando la reazione di Costantino che nel 957 entrò a Reggio abbattendo la moschea erettavi.
Al-Ḥasan recandosi presso la nuova capitale Mahdiyya nel rendere omaggio al quarto sovrano fatimide pressò affinché potesse completare la conquista delle ultime città della Sicilia sotto il controllo bizantino. Al-Muʿizz acconsentì la rottura dell’accordo preesistente con i Bizantini e fornì le truppe necessarie per proseguire nella conquista. Nel 962 fu espugnata Taormina, dopo un lungo assedio finalmente cadde anche Rometta nel maggio del 965. Nello stesso periodo cambiò il comando della Sicilia subentrando Aḥmad o ʿAmmār.
Nel 970, deposto il precedente emiro, giunse a Palermo ʿAlī b. al-Ḥasan (970-982) che riuscì a sedare le tensioni tra berberi e arabi. Ma l’emiro era minacciato da un tentativo bizantino di conquista di Messina nel 976, tentativo fermato che anzi consentì ad Ali di saccheggiare diverse città bizantine del Sud Italia. Nel 982 le milizie italiane si unirono sotto il comando dell’imperatore tedesco Ottone II che riprese diverse città del Sud Italia e negli scontri ʿAlī venne ucciso e l’imperatore si salvò fuggendo su un'imbarcazione.
Sotto gli Emiri Yūsuf e Jaʿfar II, tra il 989 e il 1019, l'Emirato di Sicilia raggiunse l'apice della sua potenza politica e militare. Detta situazione si tradusse anche nel campo economico e scientifico letterario ove si raggiunsero altissimi livelli di progresso e raffinatezza.
Gli emiri che si succedettero ebbero spesso un regno breve, alcuni regnarono male, altri non riuscirono più a estendere i territori come nel passato, ma anzi i vari tentativi vennero sempre più respinti da una convergenza di interessi da parte dei regni italiani di scacciare i musulmani. Si avviava così una fase di decadenza dell’emirato, anche perché le nuove generazioni di regnanti non avevano la stessa tempra dei genitori.
- Abū l-Qāsim al-Ḥasan ibn ʿAlī ibn Abī l-Ḥusayn,  (948-954)
- Aḥmad I b. al-Ḥasan Abī l-Ḥusayn,  (954-969.
- Abū l-Qāsim ʿAlī ibn al-Ḥasan, (969-982).
- Jābir al-Kalbī, (982-983).
- Jaʿfar I al-Kalbī, (983-985).
- ʿAbd Allāh al-Kalbī, (985-989).
- Yūsuf ibn al-Kalbī, (989-998).
- Jaʿfar II al-Kalbī, (998-1019).
- Aḥmad II al-Akḥal, (1019-1037).
- Ḥasan II al-Ṣāmṣām, (1040-1053).

### Contesto economico, culturale e sociale

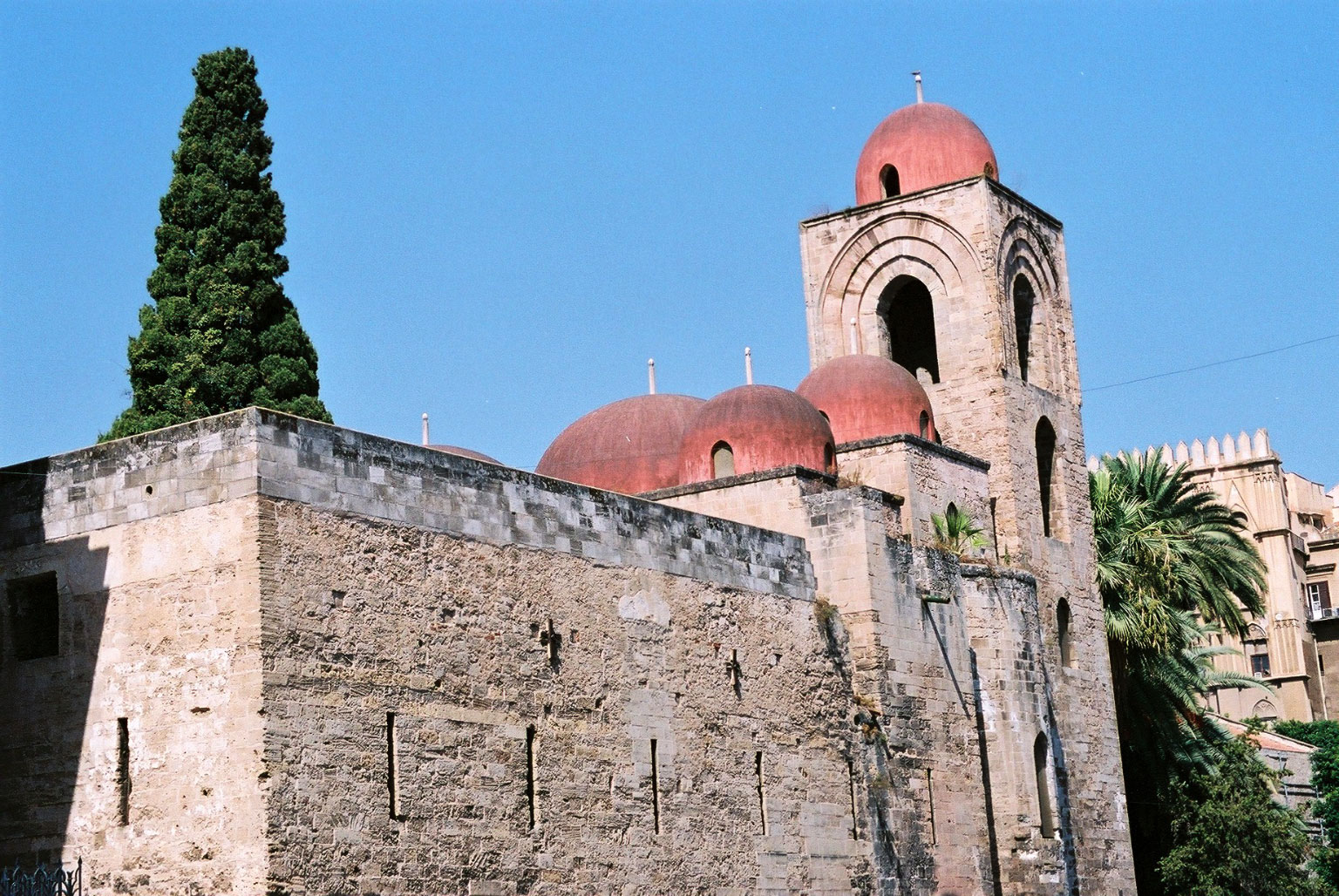
La Chiesa di San Giovanni degli Eremiti a Palermo

I musulmani imposero ai cristiani che non intendevano convertirsi all'Islam la consueta fiscalità prevista dalla dhimma (più pesante rispetto a quella riservata ai sudditi musulmani - assoggettati al solo pagamento della zakāt - e costituita dalla jizya ed eventualmente dal kharāj), così la parte occidentale dell'isola si convertì quasi al 50%, mentre la parte orientale mantenne prevalentemente la fede cristiana. Nell'usuale statuto giuridico della dhimma ai cristiani fu vietato di fare proselitismo e di edificare nuovi luoghi di culto, consentendo tuttavia il culto in forma privata nella pratica nicodemica e nelle chiese già esistenti e furono soppressi i vescovadi
Altri non-arabi siciliani, furono ridotti in schiavitù e deportati nella città tunisina di Qayrawan, che all'epoca era la capitale del grande Imamato fatimide dell'Africa nord-occidentale. Tra questi i genitori cristiano-bizantini di quello che diventerà uno dei più grandi generali islamici: Jaʿfar al-Siqillī.

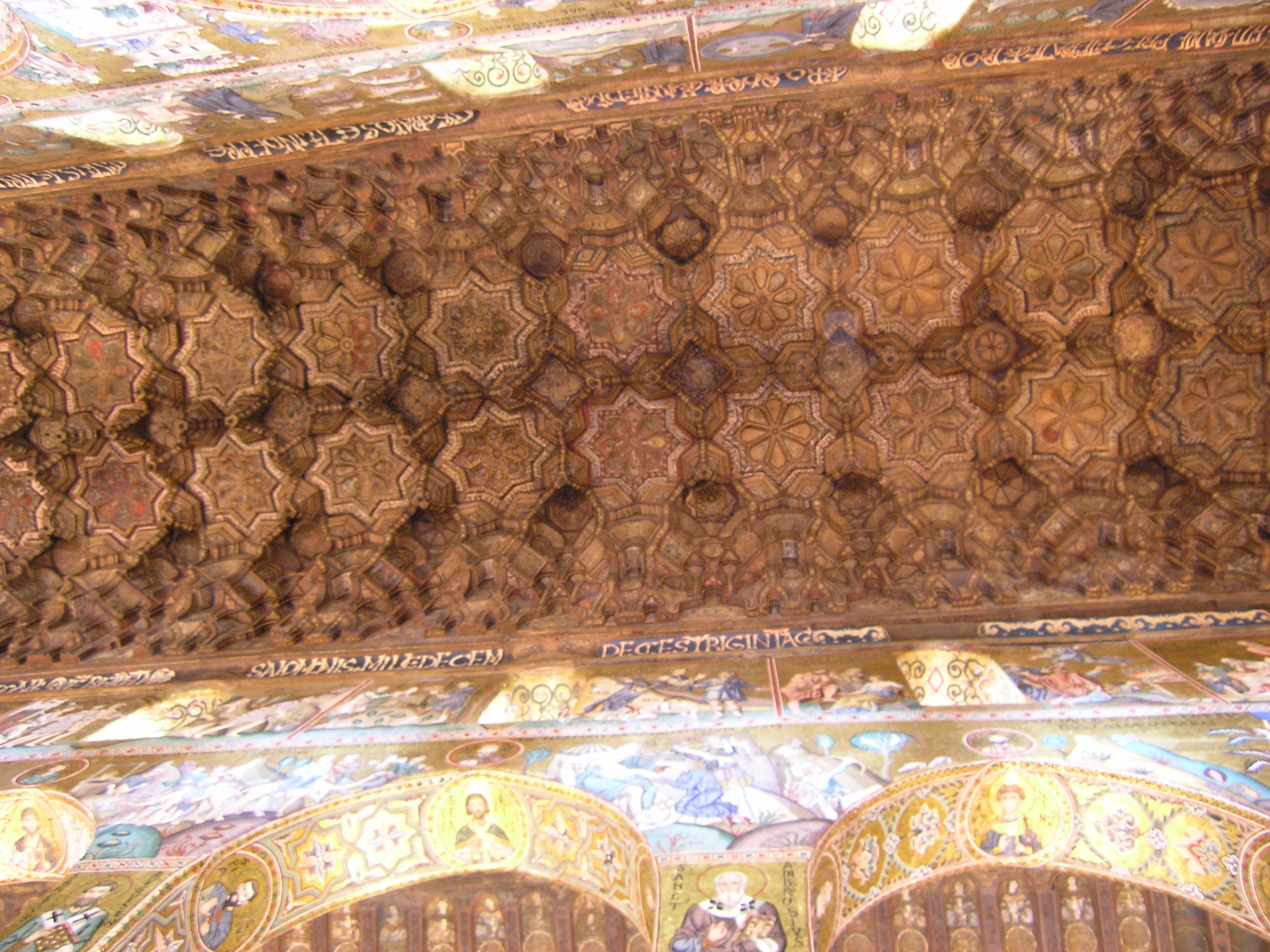
Muqarnas all'interno della Cappella Palatina di Palermo

Sotto il dominio musulmano le comunità ebraiche siciliane -in particolar modo quella di Palermo- aumentarono di numero, per l'arrivo di ebrei schiavi e riscattati dai loro correligionari. Gli ebrei durante il periodo musulmano furono perlopiù artigiani e commercianti che condussero un lucroso commercio tra la Sicilia, il Maghreb e l'Egitto. Grazie al livello di ricchezza e prosperità che raggiunsero poterono donare denaro allo yeshivah di Palestina. Gli ebrei, esattamente come i cristiani, pagavano la jizya e l'imposta sugli immobili (kharāj), dalla seconda metà dell'XII secolo iniziarono a pagare anche una tassa speciale sulle merci importate (ushr). Una lettera scritta alla vigilia della conquista normanna, intorno al 1060, spiega che l'ultimo sovrano musulmano di Palermo, Muḥammad ibn al-Bābā al-Andalusī, nominò Zakkār ben ʿAmmār nagid della comunità ebraica palermitana.
L'eventuale conversione del "non arabo" (siciliano o bizantino) comportò la restituzione dello status di uomo libero (Mawlā) e, per un artifizio giuridico non esente da implicazioni sociali di una certa importanza, essi venivano affiliati giuridicamente alla tribù araba d'appartenenza di quanti avevano combattuto nell'area e l'avessero conquistata.
Palermo (Balarm) fu designata capitale in quanto residenza dell'Emiro, ebbe un notevole sviluppo urbanistico divenendo potente e popolosa. Ibn Hawqal, mercante e geografo nel X secolo nel suo Viaggio in Sicilia parla di Palermo come città dalle "trecento moschee". Nonostante questo la maggioranza della popolazione non si convertì all'Islam.

#### L'economia
Secondo la maggioranza degli storici, Amari in testa, la Sicilia, con la conquista, rifiorì sia economicamente che culturalmente e godette di un periodo lungo di prosperità. Vennero introdotte tecniche innovative nell'agricoltura, in particolare nel Val di Mazara, e abolita la monocoltura del grano che risaliva al tardo impero, si passò alla varietà delle coltivazioni. Fu anche frantumato il latifondo. Nel commercio l'isola fu inserita in un'estesa rete marittima, divenendo il punto nevralgico degli scambi mediterranei.
Nel 1050 Palermo raggiunse i 350 000 abitanti, divenendo una delle più grandi città d'Europa, dietro solo alla capitale dell'Emirato di Spagna, Cordova, e alla capitale dell'Impero Bizantino, Costantinopoli. In seguito dell'invasione normanna la popolazione scese a 150 000, per poi declinare ulteriormente a 51 000 nel 1330.
In agricoltura si diffuse la coltivazione dei cereali, vite e olivo che era una coltivazione asciutta e non richiedeva irrigazione. Le nuove piante introdotte come l'arancio, il limone, la canna da zucchero, il papiro e gli ortaggi necessitavano di irrigazione. Ciò fa intuire un apporto soprattutto locale piuttosto che arabo in quanto pur essendo prodotti provenienti dai paesi limitrofi, gli Arabi e i Berberi non possedevano le stesse capacità dei Romani, quanto a trasporto dell'acqua. A meno di non considerare un contributo specifico di tecnici persiani, che possedevano un'ottima tradizione rispetto ai popoli del Nord Africa.

#### L’amministrazione
L'emiro era a capo dell'esercito, dell'amministrazione, della giustizia e batteva moneta. È anche assai probabile che a Palermo fosse attivo un ṭirāz, laboratorio in cui le autorità sovrane facevano creare tessuti di grande pregio (spesso concessi in segno di apprezzamento ai propri sudditi per premiarli della loro opera o come dono di Stato nel caso dell'invio o del ricevimento di ambascerie straniere). L'Emiro - che risiedeva nell'odierno Palazzo Reale - nominava i governatori delle città maggiori, i giudici (qāḍī) più importanti e gli arbitri in grado di dirimere le controversie minori fra privati (hakam). Esisteva anche un’assemblea di notabili detta jamāʿa che affiancava e in alcuni casi sostituiva l’emiro nelle decisioni.
Bisogna anche specificare che la dominazione musulmana nell’isola non fu uguale, la divisione nelle tre valli serviva anche a distinguere i differenti approcci di governo. La Sicilia occidentale infatti era maggiormente islamizzata e la presenza numerica degli arabi era molto maggiore rispetto alle altre parti. Nel Val Demone poi le difficoltà nella conquista e le resistenze della popolazione determinarono una dominazione perlopiù concentrata nel mantenimento delle tasse e dell’ordine pubblico.
I combattenti o jund nel conquistare le terre ottenevano i 4/5 come bottino (fayʾ) e 1/5 era riservato allo Stato o al governatore locale (khums), ciò seguendo le regole del diritto islamico. Tuttavia questa regola non venne sempre rispettata e in molte aree come in quella di Agrigento i nuovi proprietari non ne avrebbero avuto il diritto. Ma c’è da dire che questa distribuzione delle terre determinò la fine del latifondo e la possibilità di uno sfruttamento migliore delle terre. Vennero così introdotte nuove coltivazioni laddove da secoli si coltivava solo il grano. Comparve la canna da zucchero, gli ortaggi, gli agrumi, i datteri e i gelsi e si avviò anche uno sfruttamento minerario.

#### La monetazione
La moneta introdotta dagli Arabi era il dīnār, in oro e dal peso di 4,25 grammi. Il dirham era d’argento e pesava 2,97 grammi. Gli Aghlabiti introdussero il solidus in oro e il follis in rame. Mentre a seguito della conquista di Palermo nel 886 venne coniata la kharruba che valeva 1/6 di dirham.

#### La decadenza
Nello scenario di discordie e di instabilità creatosi, con l'emiro ziride ʿAbd Allāh che nel 1036 aveva preso possesso l'isola contro i Kalbiti, i Bizantini tentarono nel 1038 una riconquista con Stefano, fratello dell'imperatore Michele IV il Paflagone, alcune truppe normanne ed esuli lombardi, guidate dal generale Giorgio Maniace. La spedizione fu un insuccesso da un punto di vista strategico ma i risultati tattici conseguiti furono di grande importanza, perché egli riuscì a sbaragliare un esercito in numero maggiore. Ma soprattutto veniva meno il mito dell'invincibilità degli arabi che dettero finalmente dei segni di cedimento interno su tutto il territorio siciliano. Maniace poi fu richiamato in patria nel 1043 a causa delle invidie che le sue imprese avevano suscitato e non poté più riprendere in Sicilia le sue azioni militari. Nel suo corpo di spedizione aveva però militato il normanno Guglielmo Braccio di Ferro che, tornato tra i suoi parenti, riferì delle meraviglie dell'isola e della possibilità di farsene un dominio a scapito dei musulmani. L'isola da allora fu divisa in tre diversi emirati praticamente indipendenti e rivali tra loro: la parte occidentale (gran parte del cosiddetto Val di Mazara) fu sotto il dominio di ʿAbd Allāh ibn Mankūt; ʿAlī ibn Niʿma, detto Ibn al-Hawwās (l’agitatore) ebbe i territori da Messina fino a Castrogiovanni (oggi Enna) fino ad estendersi ad Agrigento; l’ultimo, Ibn al-Maklātī divenne reggente di Catania e del Val di Noto. In questa frammentazione si evidenzia l'avvio della decadenza musulmana in Sicilia.

## La conquista normanna

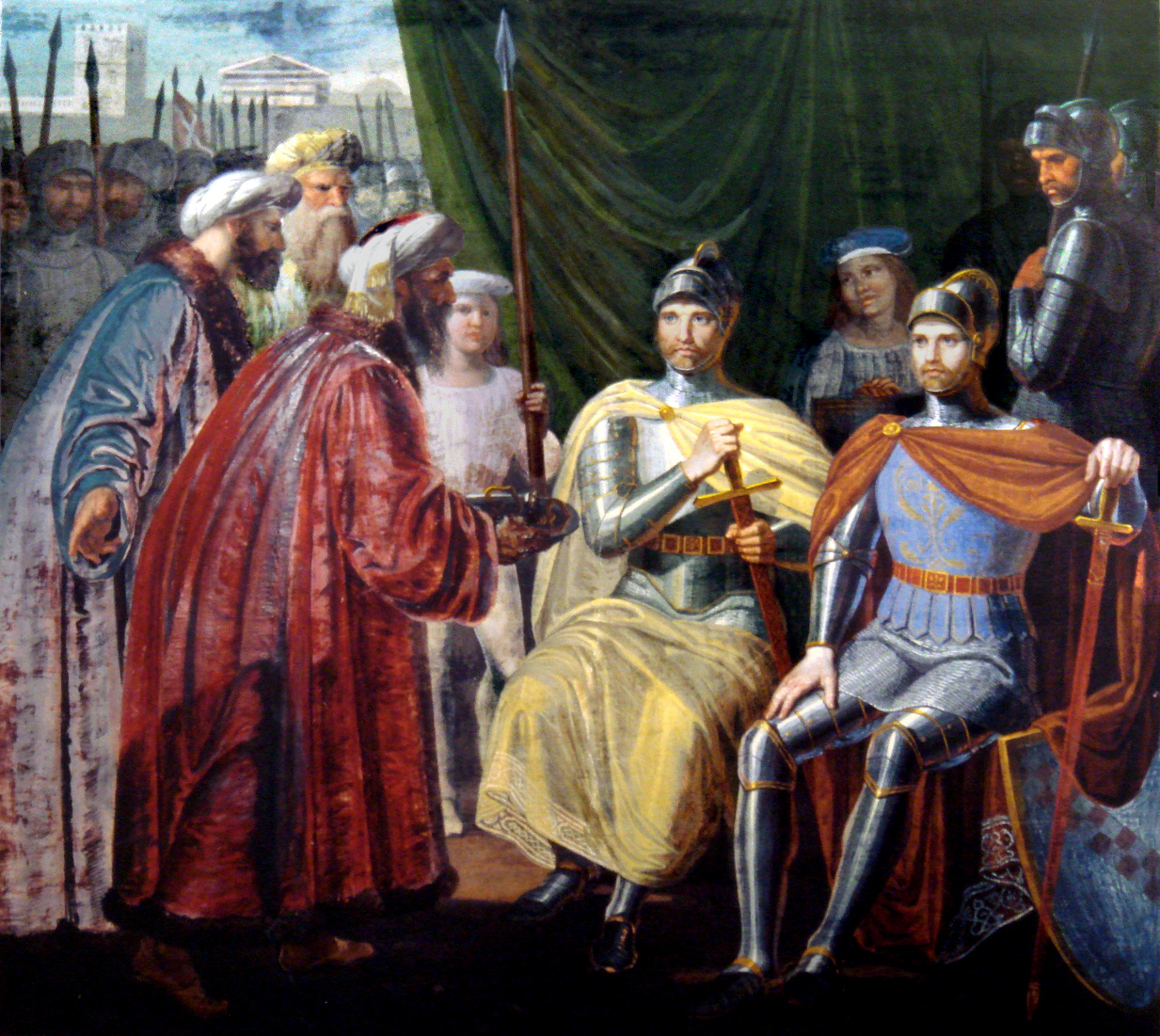
Ruggero I di Sicilia, con Roberto il Guiscardo, riceve le chiavi della città di Palermo dagli Arabi

L'imperatore Michele IV il Paflagone volle iniziare una campagna di riconquista della Sicilia dagli arabi, che venne affidata al generale Giorgio Maniace. Alla fine dell'estate del 1038, sbarcò nell'isola, dove in brevissimo tempo occupò Messina. Successivamente la spedizione si diresse verso l'antica capitale dell'isola, Siracusa, che resistette fino al 1040.

Quello stesso anno Maniace tra Randazzo e Troina sconfisse le truppe musulmane di un non meglio identificato ʿAbd Allāh, ma poco dopo una rivolta interna lo costrinse ad abbandonare la Sicilia e a ritirarsi in Puglia.
Fu così che nel febbraio 1061 i Normanni di Roberto il Guiscardo e, sul campo, dal fratello Ruggero, della famiglia degli Altavilla, sbarcarono nei pressi di Messina per iniziare le operazioni di conquista dell'isola. L'occupazione di Messina avvenne poco dopo e, nonostante l'arrivo di rinforzi dal Maghreb, la superiorità militare normanna a poco a poco s'impose in un'isola ormai preda delle contese tra i piccoli signorotti (qāʾid) musulmani. Nel 1063 nei pressi del fiume Cerami (un affluente del Salso) Ruggero sconfisse un esercito di arabi siciliani e ifriqiyani, in cui cadde anche il qāʾid di Palermo, Arcadio.
Contribuì alla disfatta degli Arabi anche la Repubblica Marinara di Pisa, alleata dei normanni, che nel 1063 attaccò il porto di Palermo mettendo in grave difficoltà i musulmani e saccheggiando numerose navi, con un bottino che servirà anche per la costruzione della famosa cattedrale in Piazza dei Miracoli. Catania fu occupata nel 1071 nella seconda discesa normanna, e Palermo nel 1072, dopo mesi d'assedio (assedio di Palermo).
L'inutile resistenza fu capeggiata da Ibn ʿAbbād conosciuto come Benavert, signore di Siracusa che resistette fino al 1086.
La Sicilia diventò completamente normanna al termine di 30 anni di guerra, con la caduta di Noto nel 1091.

### Latinizzazione dell'isola con i Normanni
Il normanno Regno di Sicilia di Ruggero II è stato caratterizzato dalla sua natura multietnica e dalla tolleranza religiosa.
Normanni, ebrei, musulmani, latini, greci bizantini, provenzali, popolazioni lombarde e siciliani autoctoni vissero in discreta armonia sotto il potere normanno.
Per almeno un secolo l'arabo rimase una lingua del governo e dell'amministrazione nello Stato normanno e tracce permangono ancora oggi nella lingua dell'isola.
Tuttavia, quando i Normanni ebbero conquistato l'isola, i musulmani dovettero scegliere tra la volontaria partenza o l'assoggettamento all'autorità cristiana. Molti musulmani scelsero di andarsene, sempre che avessero i mezzi per farlo. Infatti, la religione islamica proibisce ai musulmani di vivere sotto un governo non-musulmano, se ciò possa essere evitato. Una parte della comunità islamica tuttavia rimase, anche alla luce di un'importante fatwā dell'imam al-Māzarī che legittimava la permanenza di musulmani in Dār al-ḥarb purché fosse loro consentito di godere concretamente del portato della Legge islamica.
“La trasformazione della Sicilia in una terra cristiana”, sottolinea David Abulafia, “fu anche, paradossalmente, opera di coloro la cui cultura era minacciata”.
Nonostante la presenza di popolazione cristiana di lingua araba, alcuni contadini musulmani cominciarono ad accettare il battesimo dai cristiani greco-ortodossi, adottando nomi greco-ortodossi; in molti casi, servi della gleba cristiani aventi nomi greci, elencati nei registri di Monreale, avevano genitori musulmani viventi.
Tuttavia i governanti normanni seguirono costantemente una politica di latinizzazione (intesa come conversione dell'isola al Cristianesimo romano) e una delle più evidenti testimonianze in tal senso resta l'avvio nel 1130 della costruzione della Cappella Palatina, all'interno dell'antico Palazzo emirale, diventato palazzo regio dei Normanni, per volere di re Ruggero II consacrata il 28 aprile 1140 come chiesa privata della famiglia reale. I lavori furono completati nel 1143.

Alcuni musulmani finsero di convertirsi: un rimedio che poteva fornire protezione individuale, ma non consentire la sopravvivenza di una comunità.
Negli anni 1160 iniziarono i "pogrom longobardi" (i "lombardi di Sicilia", genti trapiantate nell'isola che provenivano dalla Lombardia storica, soprattutto dall'odierno Piemonte) contro i musulmani che in Sicilia furono sempre più separati dai cristiani, anche dal punto di vista geografico.
La maggior parte delle comunità musulmane dell'isola fu confinata oltre una frontiera interna che divideva la metà sud-occidentale dell'isola dal cristiano nord-est.
I musulmani siciliani erano una popolazione sottomessa, che dipendeva dalla benevolenza dei padroni cristiani e in ultima analisi, dalla protezione reale. Fin tanto che si poté esprimere la protezione della Corona normanna sui suoi sudditi musulmani, le cose non precipitarono, ma una violenta rivolta di alcuni nobili contro re Guglielmo il Malo comportò anche l'esplodere di una politica ferocemente anti-musulmana nell'isola.
La dura repressione regia della rivolta di Ruggero Sclavo e di una parte della nobiltà, aveva nel 1161 salvato la vita ai sudditi musulmani della Corona. Si ricorderà, ad esempio, come fu distrutta la ribelle città di Piazza (che allora sorgeva nell'attuale zona del Casale, non a caso chiamato dei testi dell'epoca Casalis Saracenorum) e come fosse ripopolata la nuova città, fatta risorgere sul colle che ancor oggi la ospita, con genti lombarde (in maggioranza del Monferrato, di Novara, di Asti e di Alessandria), che v'imposero la loro parlata che con crescenti difficoltà è in uso ancor oggi.
Quando re Guglielmo il Buono morì però nel 1189, la protezione reale venne meno e si poté dare il via a incontrastate aggressioni contro i musulmani dell'isola, facendo scomparire ogni residua speranza di coesistenza, nonostante la totale subordinazione musulmana all'elemento cristiano.
Dopo la morte di Enrico VI nel 1197 e quella di sua moglie Costanza l'anno successivo in Sicilia si verificarono tumulti politici.
Priva della protezione reale e con Federico II ancora fanciullo sotto la custodia del papa, la Sicilia divenne un campo di battaglia per le forze rivali tedesche e papali.

I ribelli musulmani dell'isola si schierarono con i signori della guerra tedeschi, come Marcovaldo di Annweiler.
In risposta, papa Innocenzo III proclamò una crociata contro Marcovaldo, sostenendo che aveva stretto una diabolica alleanza con i Saraceni di Sicilia.
Nondimeno, nel 1206 lo stesso papa tentò di convincere i leader musulmani a rimanere leali.
A quell'epoca, stava assumendo proporzioni critiche la ribellione dei musulmani, che controllavano Jato, Entella, Platani, Celso, Calatrasi, Corleone (presa nel 1208), Guastanella e Cinisi.
In altre parole, la rivolta musulmana si era estesa ad un intero tratto della Sicilia occidentale.
I ribelli erano guidati da Muḥammad b. ʿAbbād; che si proclamò "comandante dei credenti", coniò sue monete e tentò di ottenere aiuto da altre parti del mondo musulmano.
Nel 1221 Federico II, non più bambino, rispose con una serie di campagne contro i ribelli musulmani e le forze degli Hohenstaufen sradicarono i difensori da Jato, Entella e dalle altre fortezze.
Piuttosto che sterminarli, nel 1223, Federico II e i cristiani cominciarono le prime deportazioni di musulmani a Lucera.
Un anno più tardi, furono inviate spedizioni per porre sotto il controllo reale Malta e Gerba ed evitare che le loro popolazioni musulmane aiutassero i ribelli.
Paradossalmente, in quest'epoca gli arcieri saraceni erano una componente comune di questi eserciti "cristiani" e la presenza di contingenti musulmani nell'esercito imperiale rimase una realtà anche sotto Manfredi e Corradino.
I normanni, e i loro successori Hohenstaufen, nel corso di due secoli, "latinizzarono" gradualmente la Sicilia, e questo processo sociale gettò le basi per l'introduzione del Cristianesimo di obbedienza romana, in contrasto con l'ortodossia greco-bizantina, precedente all'occupazione araba.
Il processo di latinizzazione fu grandemente favorito dalla Chiesa di Roma e dalla sua liturgia.

L'annientamento dell'Islam in Sicilia fu completato entro la fine degli anni quaranta del XIII secolo, quando ebbero luogo le ultime deportazioni a Lucera, poi distrutta da Carlo II d'Angiò.

## Le tracce rimaste nel territorio

### L'architettura

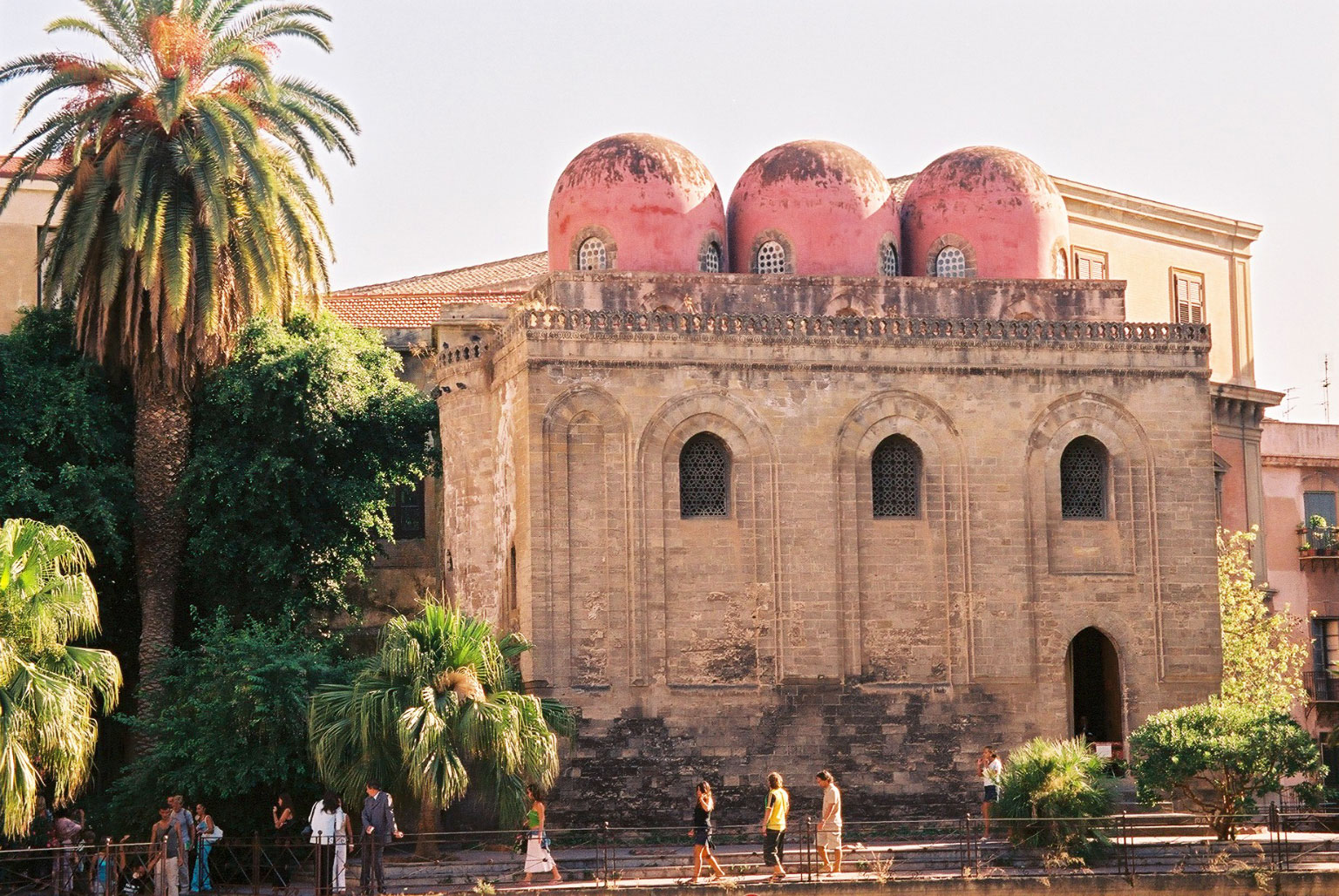
La chiesa normanna di San Cataldo (Palermo), ricca di elementi architettonici arabi, fu forse realizzata su una preesistente moschea

Se nell'oggettistica le tracce musulmane sono numerose e visibili, in architettura invece il periodo islamico non ha lasciato tracce dirette di sé (si discute dell'originalità del Bagno di Cefalà Diana, degli ambienti inferiori della Cappella Palatina, del castello della Cannita, di tratti del complesso di San Giovanni degli Eremiti e di altri luoghi in Sicilia, tra cui rare tracce sporadiche presso la Valle dei Margi), se non esigui resti archeologici, come l'unica moschea fin qui nota, presso il Teatro di Segesta. Il motivo risiede forse nel fatto che i musulmani in parte si erano limitati a destinare a nuovo uso e a modificare edifici e strutture preesistenti ma, assai più significativa sarebbe stata la volontà di cancellare il ricordo del periodo islamico a guidare l'intento distruttivo delle nuove autorità dell'isola, messo in atto a partire dal periodo angioino. Molte testimonianze artistiche sarebbero state volutamente cancellate, così come avverrà più tardi nella Spagna della Reconquista cristiana. Un'evidente traccia di architettura musulmana in Sicilia rimarrebbe, dunque, nei soli edifici realizzati dai normanni - in tempi alquanto posteriori - ricorrendo a manodopera islamica, fra cui si possono ricordare il Castello della Zisa (dall'arabo ʿAzīza, "Meravigliosa"), il Castello della Cuba (dall'arabo qubba, "cupola") di cui faceva parte la Cubula (la "piccola Cuba") - entrambe collocate in un complesso lacustre artificiale, circondato da un'estesa foresta, cui fu dato il nome di Jannat al-arḍ, "Il giardino - o paradiso - della terra": il Genoardo.

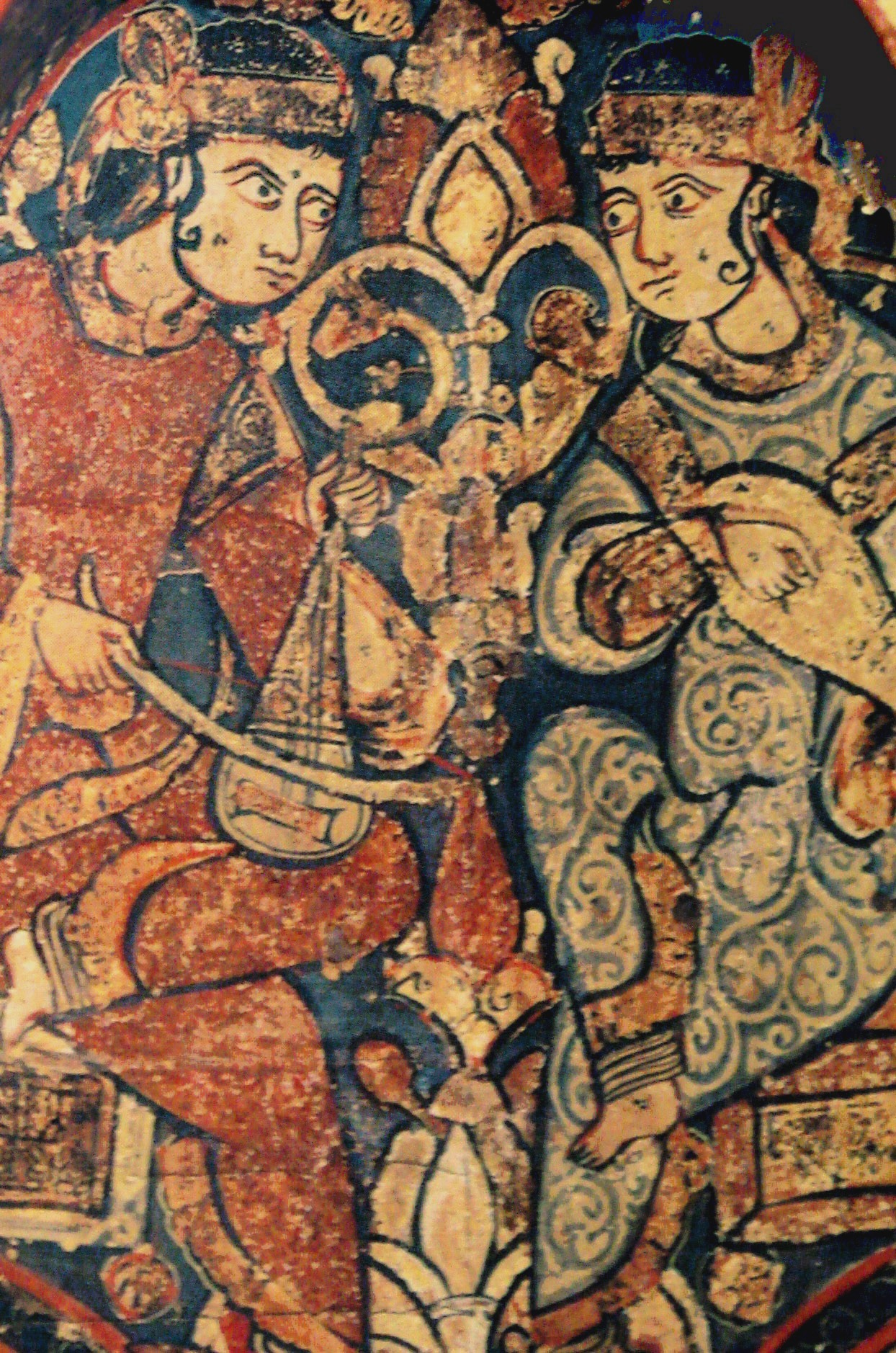
Musicisti arabi alla corte di Ruggero, mosaico della Cappella Palatina

Si ricorderanno anche la Cappella Palatina (cioè di Palazzo) e il parco reale della Favara, dall'arabo Fawwāra, "sorgente". D'altra parte, non si possono non tenere in conto le osservazioni dello storico Peri: "Le spade normanne per quanto affilate e pesanti non valevano a rompere le pietre; e non sembra che i normanni abbiano prediletto distruggere le città occupate con il fuoco, [...] accanimento [...] dal quale comunque le pietre almeno non sarebbero state distrutte né gli edifici sradicati dalle basi". In definitiva, Peri attribuisce l'assenza quasi totale di tracce di un'architettura civile o monumentale in Sicilia dei due secoli di dominazione araba al fatto che i conquistatori berberi importarono sull'isola abitudini abitative tipiche delle coste africane prospicienti: utilizzo del legno per le costruzioni e, soprattutto, trogloditismo, cioè tendenza ad abitare le caverne.
Va notato che parte dell'architettura dell'epoca fu anche riutilizzata nei secoli successivi e inserita in altri contesti. Ad esempio nel portico sud della Cattedrale di Palermo si trova ancora una colonna con un'iscrizione araba, probabilmente originale, che riporta il versetto 54 della sūra 7 del Corano, detta "del Limbo", che recita "Egli copre il giorno del velo della notte che avida l'insegue; e il sole e la luna e le stelle creò, soggiogate al Suo comando. Non è a Lui che appartengono la creazione e l'Ordine? Sia benedetto Iddio, il Signor del Creato!".
Restano ancora poco conosciute tracce di iscrizioni cufiche che se valorizzate potrebbero invece ricostruire un tessuto storico valido per la nuova rivalutazione di un periodo storico affascinante.
Fra queste vi è una testimonianza di fede=sciadda (leggasi shahāda) sul Monte Altesina nella provincia di Enna.

### L’urbanistica
Oltre all’architettura la dominazione araba ha lasciato tracce indelebili sull’urbanistica di diverse città. Seppur non più evidenti, a causa delle sovrapposizioni costruttive dei secoli successivi, paiono evidenti i segni in molte località come: Palermo, Agrigento, Trapani, Noto, Mazara del Vallo, ecc. In alcuni di essi sussiste ancora oggi la toponomastica del quartiere Rabato, un borgo residenziale.

### Le influenze linguistiche e toponomastiche
La presenza islamica ha determinato l'adozione di termini di origine araba nei dialetti isolani. Essendo la lingua in uso per parecchio tempo, l'arabo ha inciso anche sulla toponomastica di parecchi nomi presenti sull'isola. Ad esempio, il termine qual’at 'rocca, castello' è all'origine di diversi poleonimi come Calascibetta, Caltanissetta, Caltagirone, Caltavuturo; gebel 'monte' ha originato toponimi come Gibilmanna, Gibellina, Mongibello.

### Le influenze culturali
Secondo Guy de Maupassant, nel carattere, nei gesti e persino nell'aspetto dei siciliani si possono individuare influenze di tipo arabo. Viaggiando in Sicilia nella seconda metà dell'Ottocento, lo scrittore francese credette d'individuare molti aspetti risalenti al periodo islamico:
(Guy de Maupassant, Viaggio in Sicilia)